# Thouinia serrata
Thouinia serrata là một loài thực vật có hoa trong họ Bồ hòn. Loài này được Radlk. miêu tả khoa học đầu tiên năm 1878.

## Tên gọi khác
- Thouinia serrata
- Serrata Thouinia
- Saw-Toothed Thouinia

## Miêu tả
Thouinia serrata là loại cây bụi có thể cao tới 1,5m. Loài cây này thường được tìm thấy tại các khu rừng khô, rừng cây bụi và rừng ven biển.
Hoa của cây có hình ngôi sao màu trắng 5 cánh. Hạt nhỏ và có màu đen. Cây con có hai lá hình bầu dục.

## Nơi sống
Đây là loài cây có nguồn gốc từ vùng biển Caribbean và chúng thường sống ở Ấn Độ.

## Công dụng
Thouinia serrata thường được trồng để làm cây cảnh trong vườn và công viên. Ngoài ra, chúng cũng được dùng trong y học cổ truyền vì có đặc tính chống viêm và sát trùng.

## Trồng trọt và nhân giống
Bạn có thể trồng Thouinia serrata bằng cách nhân giống từ hạt hoặc giâm cành.
Nếu nhân giống từ hạt, hãy gieo hạt trong hỗn hợp đất thoát nước tốt vào mùa xuân hoặc mùa hè. Hạt giống phải được phủ một lớp đất mỏng và giữ ẩm. Sau khi cây con đủ lớn, bạn hãy cấy cây con vào từng chậu riêng.
Để nhân giống bằng cách giâm cành, bạn có thể giâm cành vào mùa xuân hoặc mùa hè và cắm rễ vào hỗn hợp đất thoát nước tốt. Giữ cành giâm ẩm và ở nơi có ánh sáng tự nhiên nhưng ánh nắng không quá mạnh và không chiếu trực tiếp.